# Neusäß
Neusäß ([ˈnɔɪ̯zɛs], ⓘ) ist eine Stadt im schwäbischen Landkreis Augsburg mit 23.251 Einwohnern (Stand 31. Dezember 2023).

## Geographie

### Lage
Die Stadt liegt am Nordwestrand von Augsburg an der Schmutter und grenzt an den Naturpark Augsburg-Westliche Wälder. Die umliegenden Städte und Gemeinden sind Gersthofen, Aystetten, Diedorf, Stadtbergen und Augsburg.

### Gemeindeteile

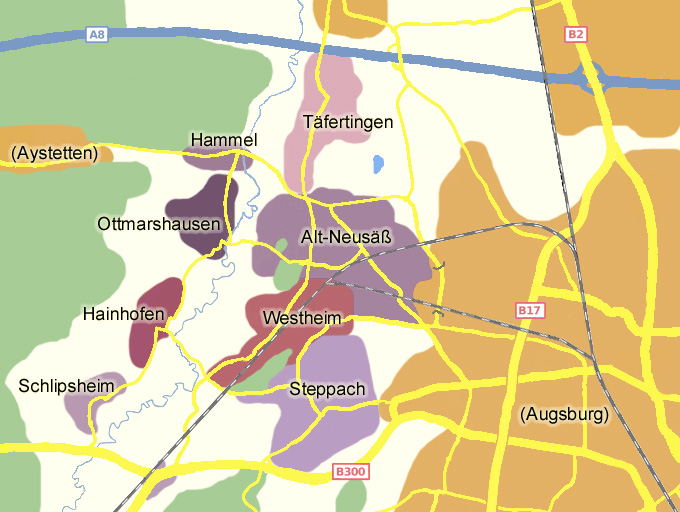
Karte von Neusäß mit seinen Gemeindeteilen

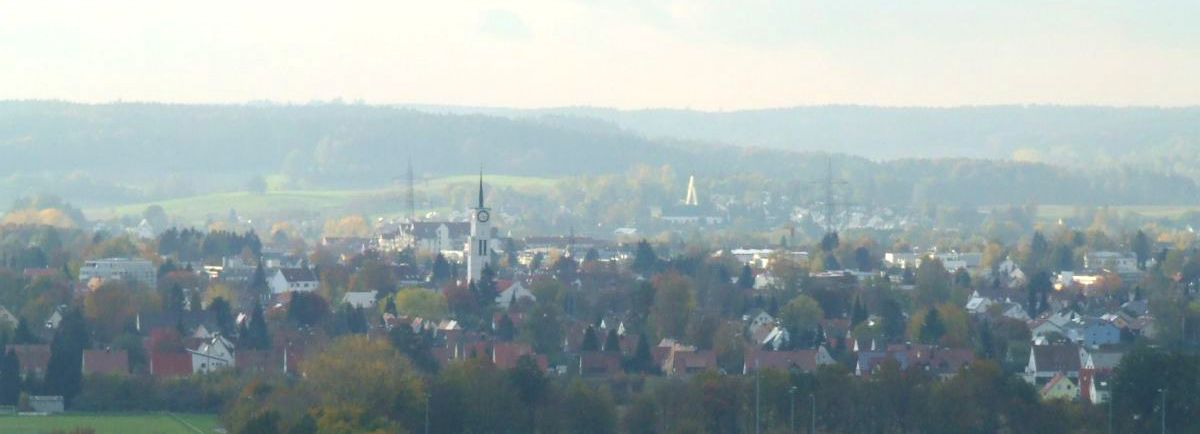
Neusäß von Osten aus fotografiert

Die Gemeinde hat neun Gemeindeteile (in Klammern ist der Siedlungstyp angegeben):
- Hainhofen (Pfarrdorf)
- Hammel (Dorf)
- Neusäß (Hauptort)
- Ottmarshausen (Pfarrdorf)
- Schlipsheim (Dorf)
- Steppach b.Augsburg (Pfarrdorf)
- Täfertingen (Pfarrdorf)
- Vogelsang (Dorf)
- Westheim b.Augsburg (Pfarrdorf)

Die Gemeindeteile liegen dabei auf beiden Seiten der in Süd-Nord-Richtung verlaufenden Schmutter. Dieser kleinere Fluss läuft relativ naturbelassen durch das Schmuttertal. Westlich vom Schmuttertal liegen von Norden nach Süden die kleineren Gemeindeteile Hammel (ca. 800 Einwohner), Ottmarshausen (1600), Hainhofen (1000) und Schlipsheim (500), östlich davon die größeren Gemeindeteile Täfertingen (1700), Neusäß (8600), Westheim bei Augsburg (3500) und Steppach bei Augsburg (4000).
Auch wenn in Neusäß durchaus einige Betriebe mit lokaler Bedeutung ansässig sind, so sind Neusäß und seine Gemeindeteile wirtschaftlich doch sehr stark an die Großstadt Augsburg gebunden. Die Bebauung in den Gemeindeteilen Neusäß, Westheim und Steppach grenzt teilweise unmittelbar an die von Augsburg an. Diese Abhängigkeit ist nicht nur wirtschaftlich, sondern auch in den Bereichen Kultur und Freizeit zu finden. Zusammen mit Friedberg, Gersthofen, Stadtbergen und Königsbrunn bildet Neusäß den Speckgürtel von Augsburg. Diese fünf an Augsburger Bebauung unmittelbar anschließenden Umlandgemeinden sind im Gegensatz zur Großstadt finanziell deutlich stärker gestellt. Neusäß ist dabei im Wesentlichen eine Wohngegend von Augsburg.
Die höchste Erhebung ist der Kobelberg mit 528,5 m, der zwischen Steppach und Westheim liegt. Der Kobel war ein vor allem von der Mitte des 19. Jahrhunderts (Bau der Eisenbahnlinie Augsburg–Ulm mit Station in Westheim) bis Mitte des 20. Jahrhunderts (Abriss der Kobelgaststätte) beliebtes Wallfahrtsziel (Kobelkirche Maria Loreto), von dem man einen guten Blick auf Augsburg und die umliegenden Ortschaften hat.

## Geschichte

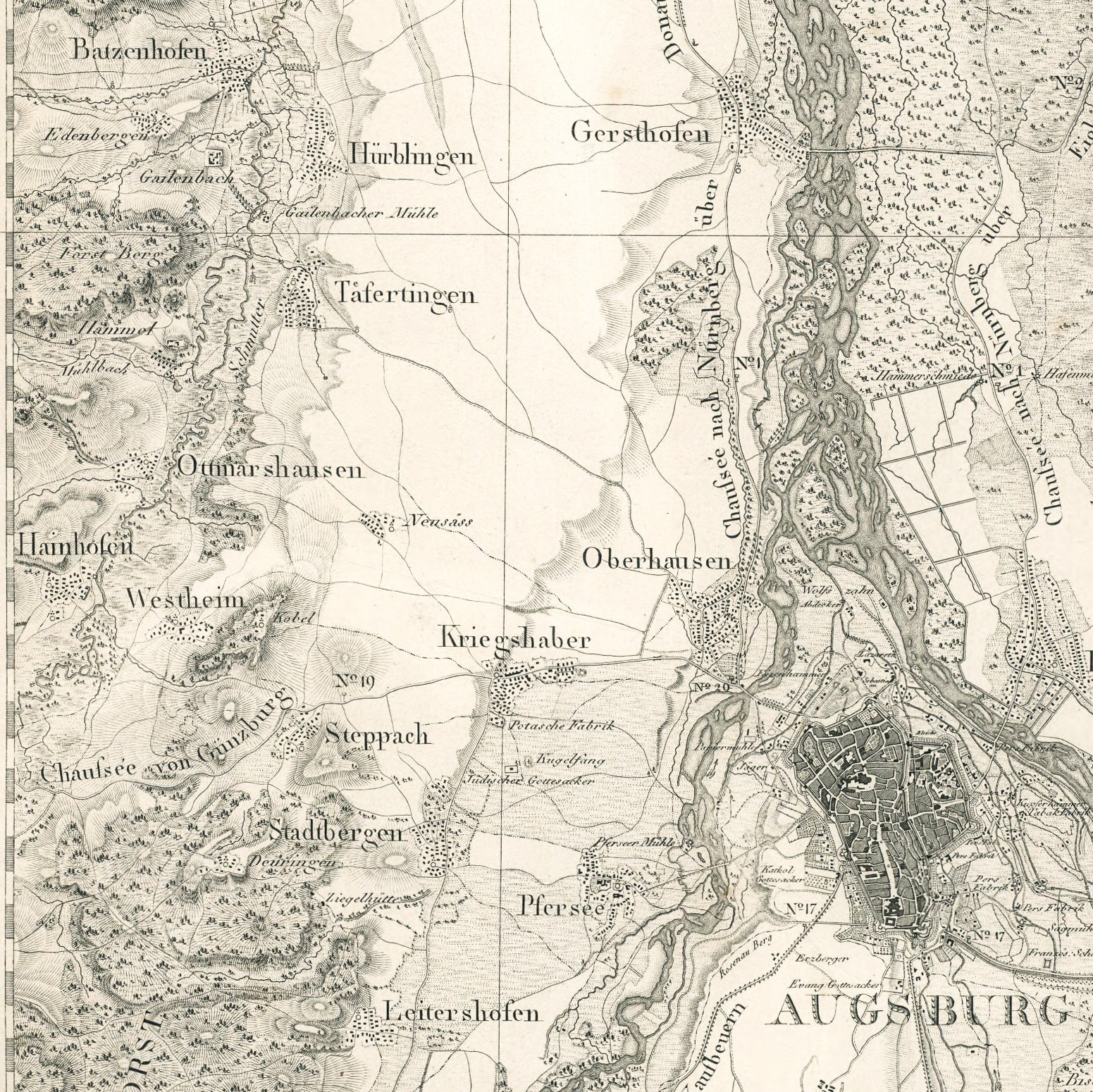
Topographische Karte von Augsburgs Nordwesten, vor 1830

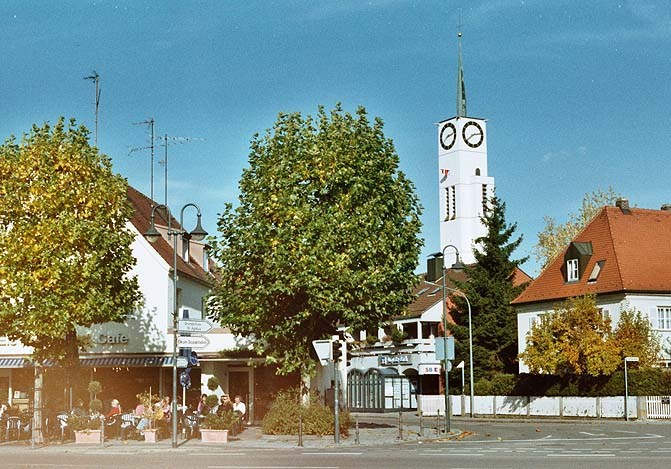
Neusäß: Eiscafé und der Turm von St. Ägidius

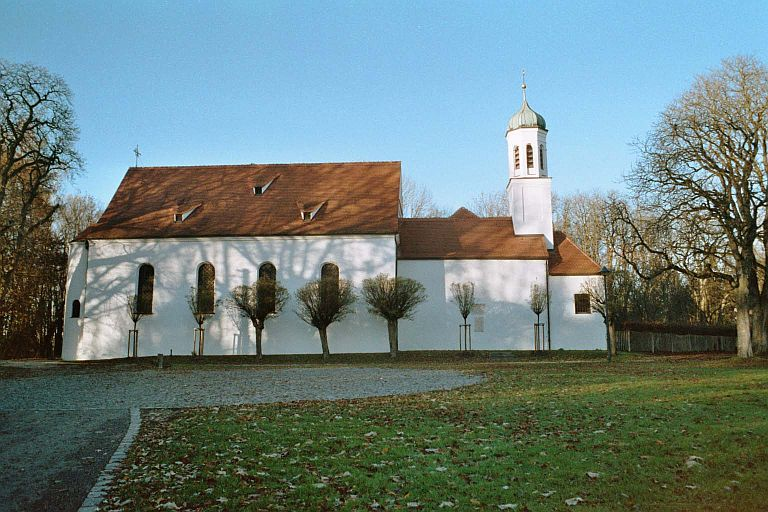
Die Wallfahrtskirche St. Maria von Loreto auf dem Kobel

### Acht Dörfer
Die acht ehemals eigenständigen Dörfer, aus denen das heutige Neusäß besteht, blicken auf eine lange Geschichte zurück.
Der Gemeindeteil Neusäß, der seit dem Zusammenschluss zur Gemeinde zur Unterscheidung auch „Alt-Neusäß“ genannt wird, geht auf das 11. Jahrhundert zurück. Zu der Zeit siedelten sich mehrere Bauern um einen kleinen See an und nannten ihren Ort „Niusazen“ (etwa „Neuer Wohnsitz“), was später zu „Neusäß“ wurde. Der See wurde später trockengelegt. Heute befindet sich an dieser Stelle ein Spielplatz. Die Patrizierfamilie der Rembolds erbaute ein Schloss, das im Dreißigjährigen Krieg zerstört wurde. Erhalten ist eine Kapelle aus dem 16. Jahrhundert. Neusäß war zwar lange unbedeutend klein neben seinen Nachbardörfern geblieben (siehe Karte rechts), erfuhr aber dann im 19. und 20. Jahrhundert ein so starkes Wachstum, dass dieses Dorf zum einwohnermäßig größten Gemeindeteil anwuchs.
Im Gemeindeteil Täfertingen fand man Alemannengräber als Zeichen einer frühen Besiedelung. Täfertingen wurde vermutlich bereits im 6. oder 7. Jahrhundert gegründet und ist damit der älteste Gemeindeteil.
Der Gemeindeteil Hammel wurde erstmals urkundlich im 12. Jahrhundert erwähnt und geht vermutlich auf eine heute nicht mehr existierende Burg mit Kloster am Hammelberg zurück. Im 17. Jahrhundert wurde das heute noch bewohnte Schloss Hammel erbaut. Fast dreihundert Jahre lang gab es neben dem Schloss nur wenige Häuser in Hammel.
Ottmarshausen wurde vermutlich im 8. Jahrhundert gegründet. Bei Grabungen an der alten Ortskirche St. Vitus fand man Reste einer Holzkirche aus dem Jahr 900. Abt Otmar war im Jahre 759 gestorben und seine Gebeine wurden 864 in St. Gallen beigesetzt. Die Verbindungen der Augsburger Bischöfe zu St. Gallen wurden in dieser Zeit immer enger. Somit dürfte auch in diese Zeit die Orts- und Kirchengründung von Ottmarshausen fallen. Der alte Kirchplatz in dieser Gemeinde galt schon früh als bevorzugter Siedelplatz, wie Steinzeitfunde beweisen.
In Hainhofen gibt es zwei Schlösser aus dem 18. Jahrhundert.
Der Gemeindeteil Schlipsheim wurde ca. im 10. Jahrhundert gegründet und war lange Zeit ein Straßendorf. In der Ortsmitte stand bis 1821 ein Schloss, das dann wegen Baufälligkeit abgerissen wurde. Von diesem Schloss ist nur noch die Kapelle übrig geblieben.
Steppach wurde erstmals 1150 urkundlich erwähnt. Über den Zeitpunkt der Gründung von „Stetebach“ lassen sich keine genauen Angaben machen. In der Forschung wird „stete“ meist im Sinne einer schon länger bestehenden (möglicherweise römischen) Siedlung gedeutet. Ob die Namensgebung auf einen ausgetrockneten Bach, einen linken Zufluss zur Wertach, im Verlauf etwa der heutigen „Alten Reichsstraße“ entsprechend, zurückgeht, ist zwischen Historikern und Geologen umstritten. Eine Besonderheit der Bevölkerungsentwicklung von Steppach war das Aufblühen einer jüdischen Gemeinde. Nach 1438 waren die Juden in der Reichsstadt Augsburg nicht mehr geduldet und fanden im Umland eine Existenzmöglichkeit. Sie waren hauptsächlich im Handel tätig, da sie zu Handwerk und Gewerbe nicht zugelassen waren. Von 1584 bis zum Ende des 19. Jahrhunderts war ein Viertel bis ein Drittel der Einwohner Steppachs jüdischen Glaubens. In der „Alten Reichsstraße“ gab es nicht nur mehrere „Kommunhäuser“ (entsprechend heutigen Eigentumswohnungen), sondern auch eine Synagoge und ein rituelles Tauchbad (Mikwe). Ab Mitte des 19. Jahrhunderts setzte eine stetige Abwanderung der jüdischen Bevölkerung ein, im Jahr 1910 war kein Jude mehr ansässig. Der Bismarckturm in Steppach wurde 1905 errichtet. In den letzten Jahren ist in Steppach nach dem Bau einer Ortsumgehung ein belebtes Einkaufs- und Geschäftszentrum entstanden.
Auf Westheimer Gebiet wurde 1852 eine 7,5 Hektar große römische Siedlung mit fünf Brennöfen entdeckt, die etwa von der ersten Hälfte des 2. Jahrhunderts bis zur Mitte des 3. Jahrhunderts n. Chr. betrieben wurden. Der Ort selbst wurde im 11. Jahrhundert gegründet und geht auf ein örtliches Adelsgeschlecht zurück. An der Stelle einer früheren Burg wurde ein Schloss errichtet, das heute als Seniorenheim genutzt wird. Im 16. Jahrhundert wurde die Wallfahrtskirche Maria Loreto auf dem Kobelberg errichtet. Auf dem Kobelberg liegt auch der hochmittelalterliche Burgstall Kobel. Die Wallfahrtskirche, aber auch der Bahnhof Westheim trugen zu dessen Bedeutung bei. Westheim war noch in der ersten Hälfte des 20. Jahrhunderts die größte Ansiedlung nordwestlich von Augsburg.

### Zusammenschluss
Im Zuge der Gebietsreform in Bayern schlossen sich am 1. Juli 1972 zunächst fünf Dörfer – Hainhofen, Hammel, Neusäß, Schlipsheim und Westheim – unter dem Namen Neusäß zusammen. Am 1. Mai 1978 kamen Ottmarshausen, Steppach und Täfertingen hinzu. Der Zusammenschluss geschah im Zuge der Gemeindegebietsreform, aber auch, um einer drohenden Eingemeindung nach Augsburg zu entgehen.
Am 10. Juni 1988 wurde der Ortszusammenschluss Neusäß zur Stadt erhoben.

### Einwohnerentwicklung
| Jahr | Einwohner |
| ---- | --------- |
| 1840 | 00000134  |
| 1871 | 00000139  |
| 1900 | 00000148  |
| 1925 | 00000264  |
| 1933 | 00000434  |
| 1939 | 00000942  |
| 1946 | 00001320  |
| 1961 | 00003667  |
| 1970 | 00006500  |
| 1987 | 00007347  |

| Jahr | Einwohner |
| ---- | --------- |
| 1987 | 0019.042  |
| 1991 | 0020.679  |
| 1995 | 0021.784  |
| 2002 | 0021.914  |
| 2005 | 0021.853  |
| 2006 | 0021.750  |
| 2007 | 0021.571  |
| 2008 | 0021.480  |
| 2009 | 0021.534  |
| 2010 | 0021.564  |

| Jahr | Einwohner |
| ---- | --------- |
| 2011 | 0021.087  |
| 2012 | 0021.265  |
| 2013 | 0021.529  |
| 2014 | 0021.433  |
| 2015 | 0021.617  |
| 2016 | 0021.861  |
| 2017 | 0022.185  |
| 2018 | 0022.058  |
| 2020 | 0022.482  |

Einwohnerentwicklung von Ort und Gemeinde Neusäß von 1933 bis 2018

Zwischen 1988 und 2018 wuchs die Stadt von 19.375 auf 22.058 um 2.683 Einwohner bzw. um 13,9 %.

## Religion
Die katholischen Pfarreien Sankt Ägidius und Sankt Thomas Morus in Neusäß, Sankt Vitus in Ottmarshausen, Mariä Himmelfahrt in Täfertingen und Sankt Martin in Aystetten gehören zur Pfarreiengemeinschaft Neusäß im Dekanat Augsburg-Land im Bistum Augsburg.
Am 15. August 1927 wurde der Grundstein zur ersten evangelisch-lutherischen Philippuskirche Neusäß-Westheim am Kobelhang gelegt, die am 16. September 1928 geweiht wurde. 1967 wurde aus dieser Gemeinde heraus die Emmausgemeinde in Neusäß ausgegründet. Beide gehören zum Dekanat Augsburg im Kirchenkreis Augsburg.
Eine Gemeinde der Neuapostolischen Kirche besteht in Westheim seit 1947.

## Politik

### Stadtrat und Bürgermeister
Bei der Kommunalwahl am 15. März 2020 ergab sich folgende Sitzverteilung (in Klammern Stimmenanteil) im 30-köpfigen Stadtrat:
- CSU: 14 Sitze (47,5 %)
- Bündnis 90/Die Grünen: 7 Sitze (24,9 %)
- Freie Wähler Bayern/Freie Wähler Neusäß: 4 Sitze (13,0 %)
- SPD: 3 Sitze (8,4 %)
- AfD: 2 Sitze (5,4 %)
- FDP: 0 Sitze (0,8 %)

Gegenüber der Amtszeit 2014–2020 verloren CSU, SPD, Freie Wähler und FDP je einen Sitz. Bündnis 90/Die Grünen gewann zwei Sitze dazu, die AfD zog erstmals in den Gemeinderat ein (zwei Sitze).
Von 1984 bis 2008 war Manfred Nozar (parteilos, bei der Wahl 1984 noch SPD) Bürgermeister von Neusäß.
Am 2. März 2008 wurde Hansjörg Durz (CSU) mit 64 Prozent der Stimmen zum Bürgermeister gewählt.
Da Hansjörg Durz in den Bundestag gewählt wurde, übernahm ab dem 9. Oktober 2013 der 2. Bürgermeister Richard Greiner die Amtsgeschäfte in Neusäß als amtierender Bürgermeister. Bei den Kommunalwahlen am 16. März 2014 wurde Richard Greiner mit knapp 61  Prozent der Stimmen zum Ersten Bürgermeister der Stadt Neusäß gewählt und am 15. März 2020 mit 64,4 Prozent der Stimmen für weitere sechs Jahre im Amt bestätigt. Weitere Bürgermeister sind seit Mai 2020 Wilhelm Kugelmann (CSU; wie bisher) und Susanne Höhnle (SPD, bisher Monika Uhl).

### Partnerstädte

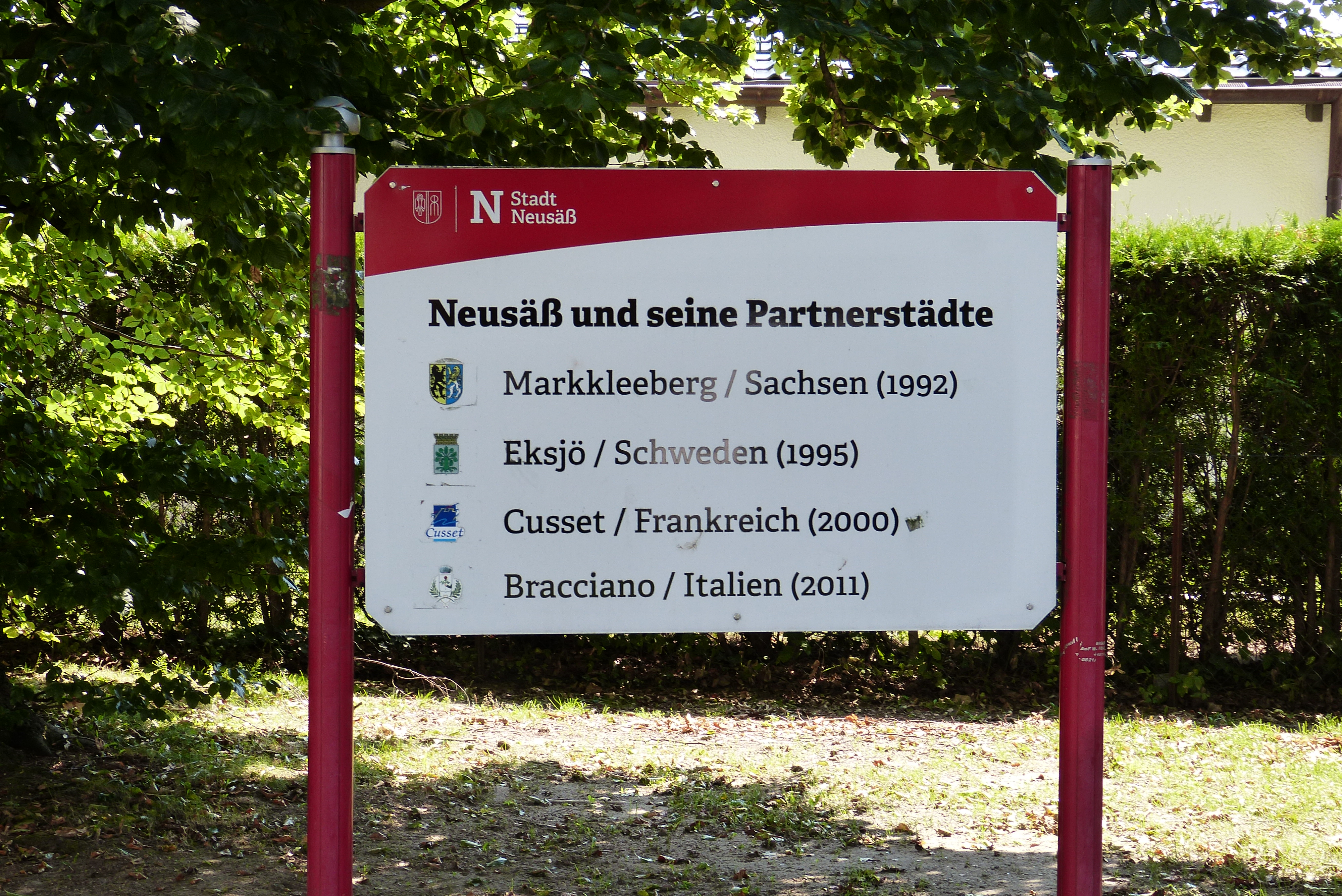
Tafel mit den Partnerstädten von Neusäß

- : Markkleeberg, Deutschland, seit 1992
- Eksjö, Schweden, seit 1995
- Cusset, Frankreich, seit 2000
- Bracciano, Italien, seit 2011[13]

### Wappen
| Wappen von Neusäß | Blasonierung: „In Rot ein goldener Pfahl, vorne eine nimbierte silberne Taube, hinten der silberne Doppelbuchstabe R.“ |
| Wappen von Neusäß | Wappenführung seit 1986                                                                                                |

## Kultur und Sehenswürdigkeiten

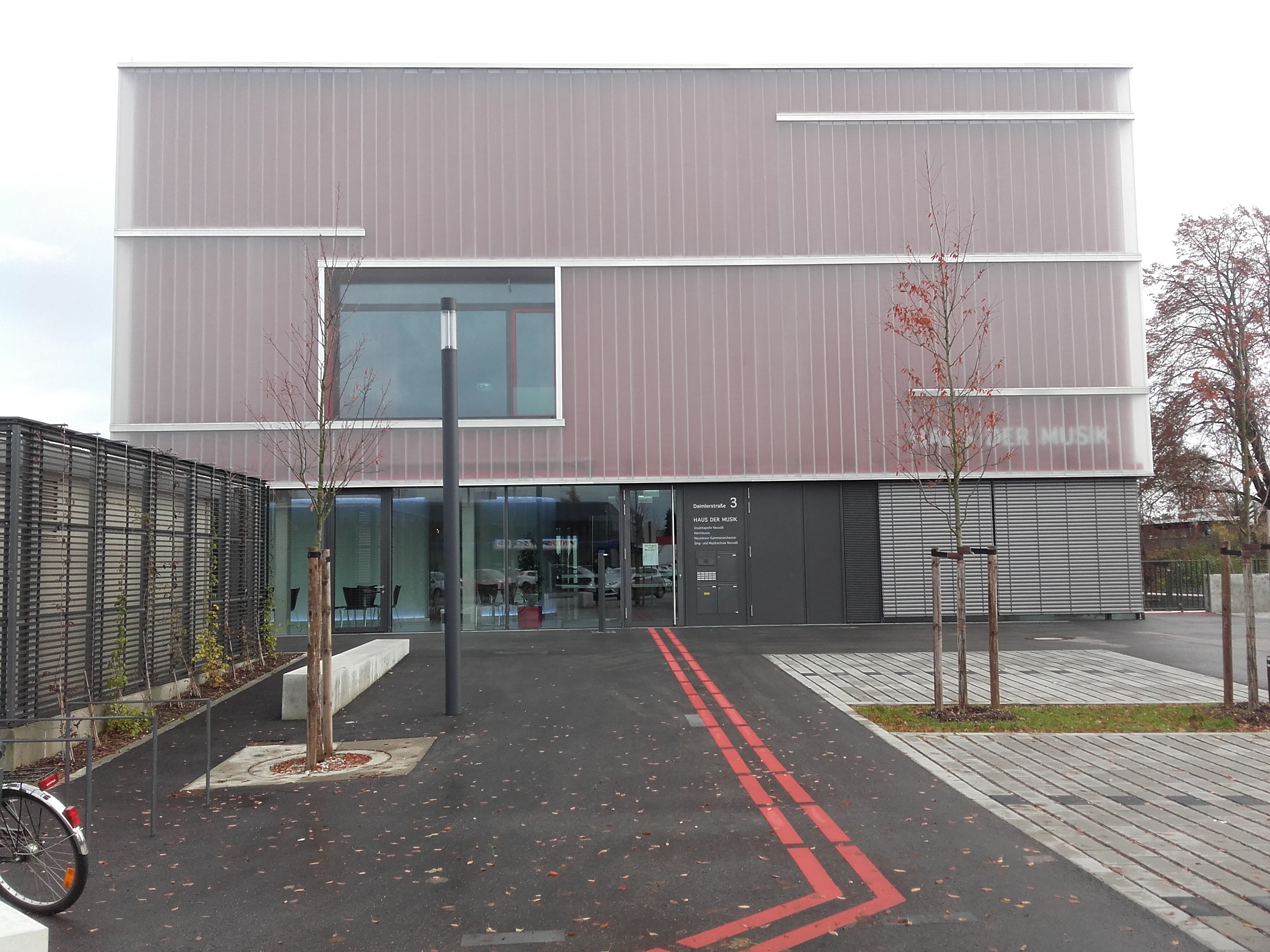
Eingang zum Haus der Musik an der Daimlerstraße

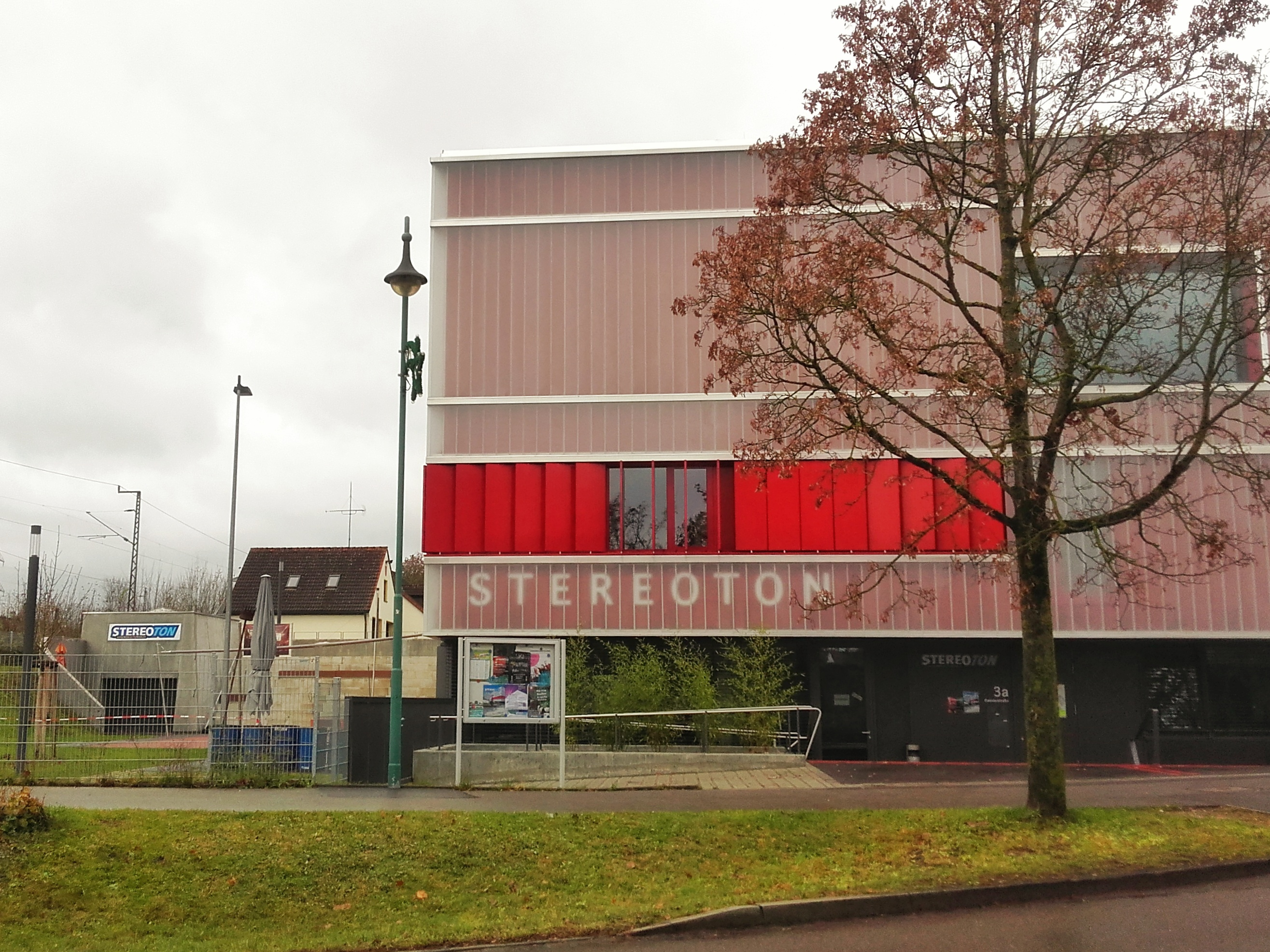
Eingang zum Stereoton von der Hauptstraße

### Einrichtungen und Vereine
Seit 1988 steht die Stadthalle Neusäß als Mehrzweckhalle für Veranstaltungen wie Konzerte, Theater oder Kabarett zur Verfügung. Sie hat eine Fläche von 531 m² und zusammen mit dem Foyer 815 m². Die Stadthalle kann für bis zu 633 Personen bestuhlt und mit einer flexiblen Trennwand auch verkleinert werden.
Im Oktober 2015 eröffnete die Stadt Neusäß ein „Haus der Musik und Jugendkultur“ an der Stelle des alten Jugendzentrums „Stereoton“. Dieses beherbergt im Erd- und Obergeschoss mehrere Vereine:
- Neusässer Kammerorchester e. V.
- Sing- und Musikschule Neusäß e. V.
- Stadtkapelle Neusäß e. V.
- Faschingsverein „Narrneusia“ e. V. Showtanzgruppe

Im Untergeschoss, zugänglich durch einen separaten Eingang, befindet sich das neue „Stereoton“. Dort können sich Jugendliche treffen, es gibt ein Café und diverse Veranstaltungen für Kinder, Jugendliche und junge Erwachsene. Dazu gehört neben dem Haus ein Freigelände, auf dem im Sommer Open-Air-Veranstaltungen stattfinden.

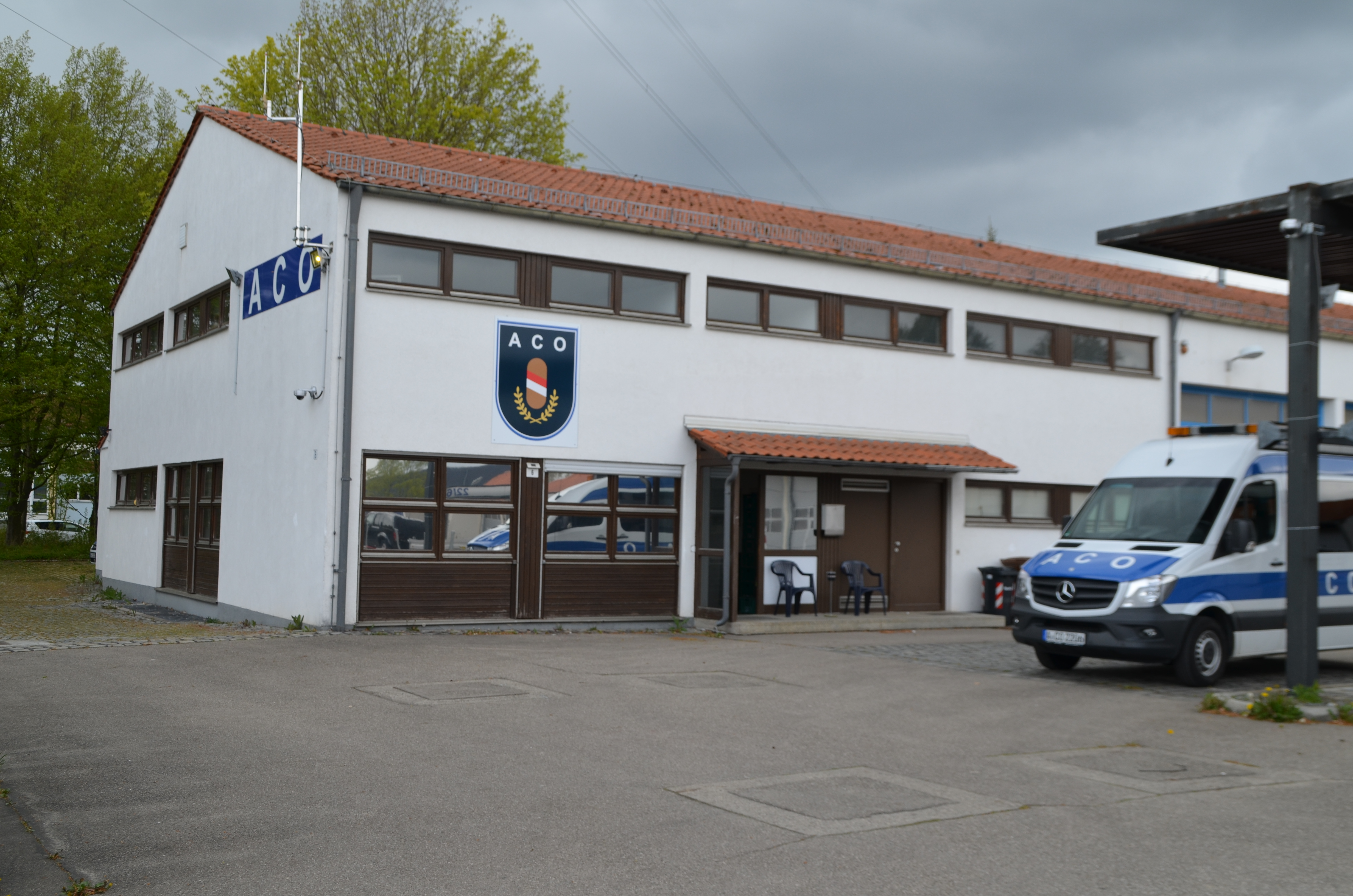
Dienststelle des ACO e. V.

Der Augusta Club Ordnungsdienst e. V. (ACO e. V.) wurde am 15. Februar 1988 gegründet. Im Oktober 1992 wurde die Unfallfolgehilfe ins Leben gerufen. Ab 1997 war der ACO e. V. eine anerkannte Zivildienststelle und seit 2011 ist er eine Dienststelle für den Bundesfreiwilligendienst. Seit Oktober 2015 befindet sich die Dienststelle in einem Gebäude der ehemaligen Straßenmeisterei.

### Sehenswürdigkeiten

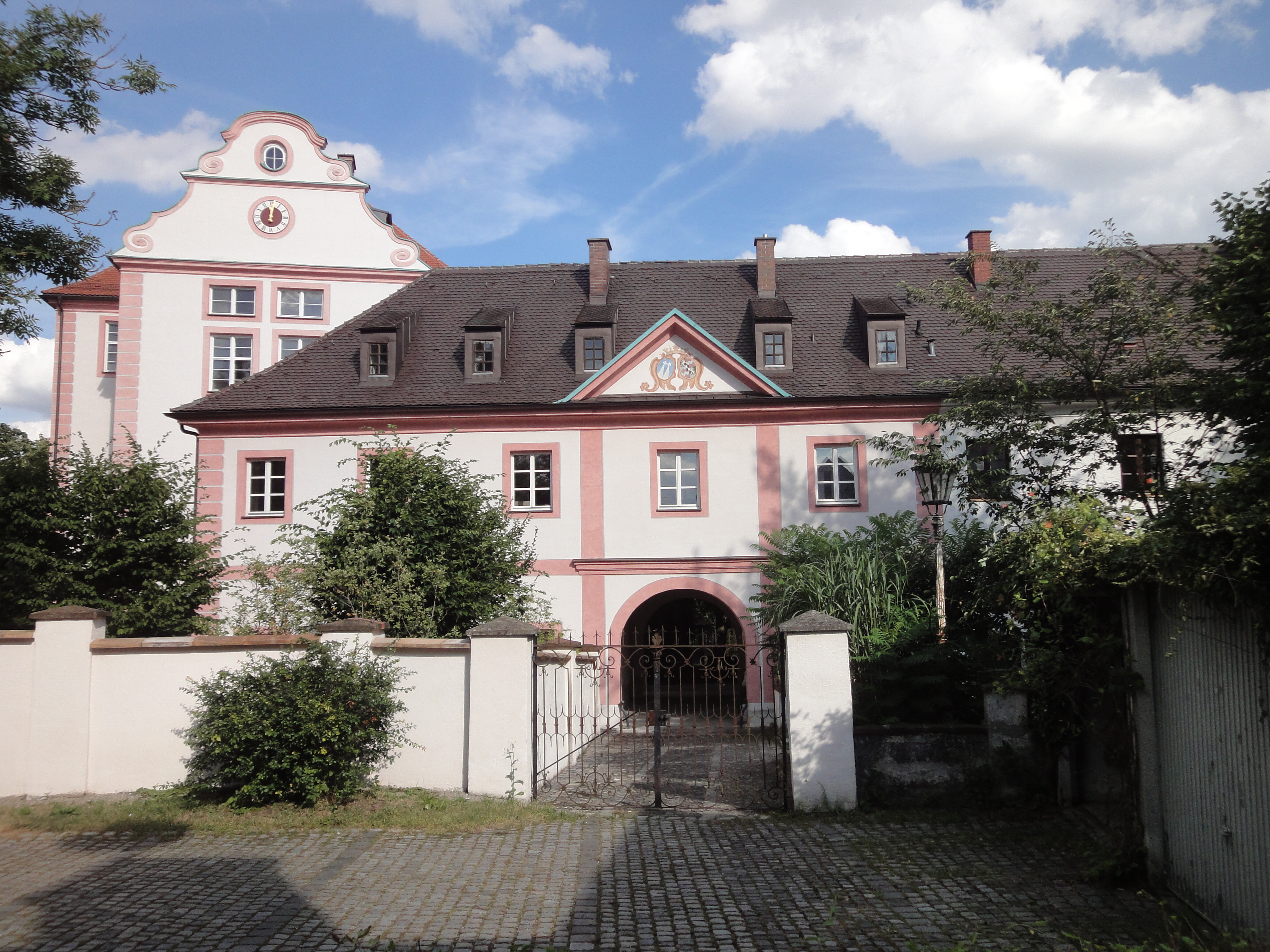
Schloss Hainhofen

- Wallfahrtskirche Maria Loreto auf dem Kobel in Westheim
- Katholische Pfarrkirche St. Stephanus in Hainhofen
- Schloss Hainhofen
- Schloss Hammel
- Bismarckturm in Steppach
- Freizeit- und Erlebnisbad Titania-Therme

### Natur

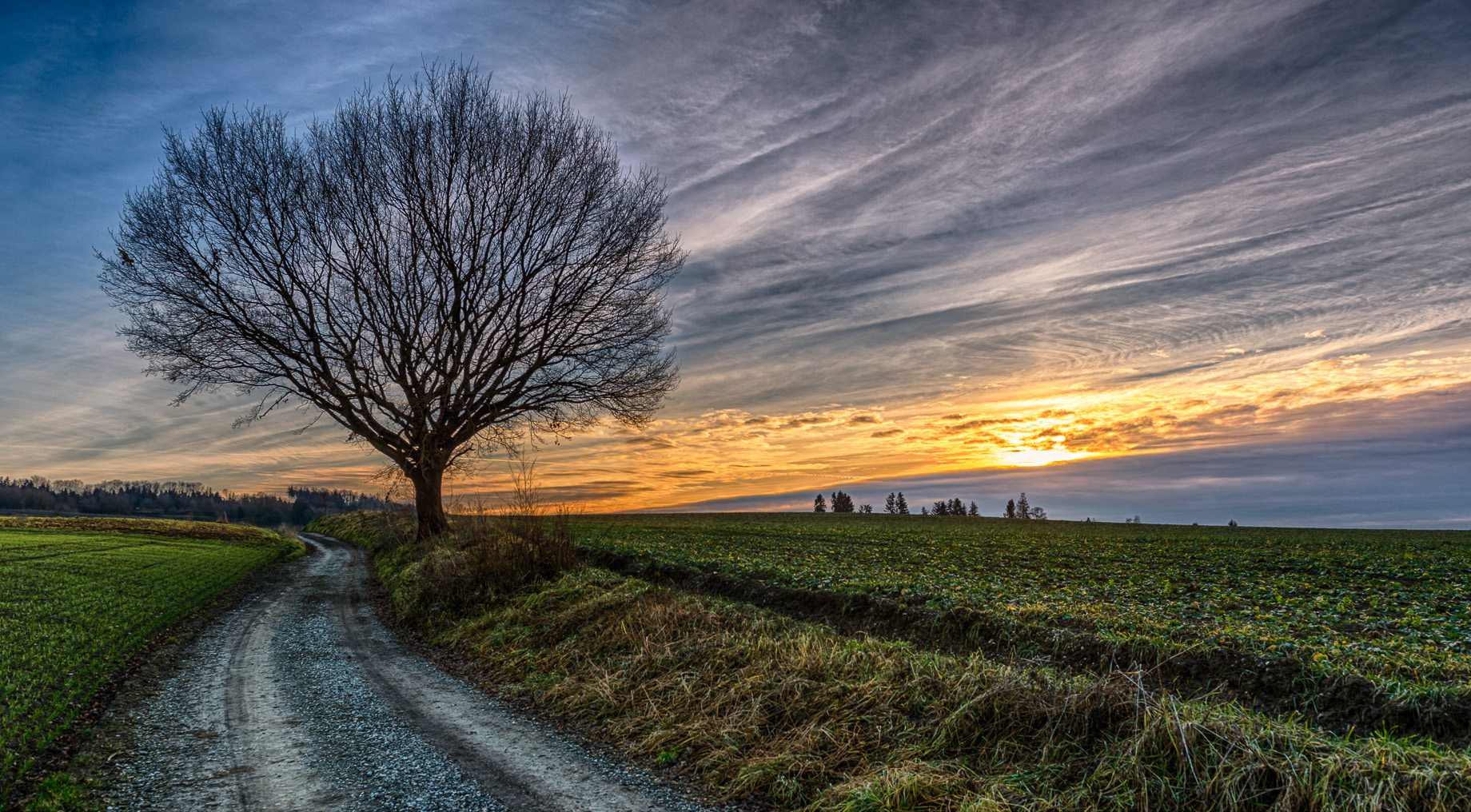
Einzelner Baum auf dem Feld in Neusäß gegenüber Am Kobelgraben 12

In Neusäß gibt es den Lohwald und den unter Landschaftsschutz stehenden Kobelwald. Auch das Schmuttertal und die darin mäandernde Schmutter sind beliebte Ziele für Naturfreunde und Spaziergänger. Zwischen Täfertingen und Neusäß entstand durch Ausbaggerung ein Weiher in Neusäß, der Thalersee.
Neusäß besitzt folgende Naturdenkmäler:
- Ahorn- und Birkenallee am Fußweg Hainhofen-Westheim
- Rotbuchen- und Ahornbestand im Schlosspark Hainhofen
- Hohlweg am Gemeindeverbindungsweg Ottmarshausen-Aystetten (Weg zum „Schwäbischen Himmelreich“)
- vier Linden an der Einmündung des Kapellenweges in die Kobelstraße in Westheim

## Wirtschaft und Infrastruktur

### Schulen
Am Schulstandort Neusäß gibt es vier Grundschulen, eine kombinierte Grund- und Mittelschule, eine Berufsschule, eine Realschule, das Justus-von-Liebig-Gymnasium sowie eine Fachoberschule, eine Berufsfachschule und eine Berufsfachoberschule.

### Büchereien
Anstelle einer zentralen Stadtbücherei gibt es die öffentliche Bücherei Neusäß, die sich aus fünf Teilbüchereien in vier Stadtteilen zusammensetzt. Deren Träger und Verantwortliche sind die katholischen Pfarreien Sankt Nikolaus von Flüe, Sankt Raphael, Sankt Thomas Morus, Sankt Vitus und Sankt Ägidius. Zusammen gibt es in diesen über 50.000 ausleihbare Medien.

### Erlebnisbad Titania
Das Erlebnisbad Titania liegt am nördlichen Rand von Neusäß und wurde am 15. März 2001 nach einer Bauzeit von knapp zwei Jahren eröffnet. Es wird von der Stadt Neusäß betrieben und bietet auf rund 1000 Quadratmetern Wasserfläche verschiedene Becken, darunter ein Erlebnisbecken, ein Sportbecken und ein Kinderbecken. Zu den Attraktionen zählen eine Trichterrutsche und eine Black-Hole-Rutsche. Ergänzt wird das Angebot durch eine umfangreiche Saunalandschaft mit elf verschiedenen Saunen.

### Verkehr
Neusäß ist an die Bundesautobahn 8 (Ausfahrt Neusäß 71B) und an die Eisenbahnstrecke Ulm-Augsburg angebunden. Neusäß hat zwei Bahnhöfe, einen in Westheim und einen in Neusäß. An beiden halten Züge der Regional-Express-Linie 9 (Ulm – Augsburg – München) und Regionalbahn-Linie 86  (Dinkelscherben – Augsburg – München), die jeweils im Stundentakt verkehren, sodass zwischen Dinkelscherben und Augsburg ein Halbstundentakt besteht.
Der Flugplatz Augsburg ist ca. 15 km (zehn Autominuten) entfernt und der Flughafen München ca. 90 km (eine Autostunde).

## Töchter und Söhne
- Heinz Lampert (* 1930), ordentlicher Professor für Volkswirtschaftslehre an der TU Berlin, der Universität Köln und ab 1974 der Universität Augsburg, der sich vor allem mit Sozialpolitik befasste[19]

## Bekannte Bürger
- Johann Jakob Rembold (1553–1624), Bürgermeister von Augsburg, Grundherr von Neusäß. Nach ihm ist die Remboldstraße in Neusäß benannt.
- Johann Caspar Rembold (um 1590–1668), Bürgermeister von Augsburg und Probst, Grundherr von Neusäß.
- Joseph Leopold (1810–1868), deutscher Räuber, Sträfling und Strohhutfabrikant, geboren in Schlipsheim
- David Heinemann (1819–1902), Porträtmaler und Kunsthändler, geboren in Schlipsheim
- Sena Jurinac-Lederle (1921–2011), Kammersängerin und Mitglied des Wiener Mozartensembles, lebte von 1973 bis zu ihrem Tod in Hainhofen.
- Robert Pfeiffer (1925–2017), Regisseur, Theater- und Filmschauspieler, lebte in Neusäß
- Rudolf Trautz (1936–2021), viermaliger Weltmeister, achtmaliger Europameister, 21-mal Deutscher Meister im Standardtanzen (Latein)
- Martha Schad (* 1939), Historikerin und Autorin, lebt in Westheim
- Christoph Stölzl (1944–2023), Historiker, Museologe, Publizist und Politiker (CDU), in Westheim geboren
- Clemens Brocker (* 1961), Künstler, lebt in Neusäß
- Tina Schüßler (* 1974), Profisportlerin, Sängerin, Schauspielerin, Moderatorin, lebt in Neusäß
- Meike Droste (* 1980), Schauspielerin, aufgewachsen in Neusäß
- Annina Braunmiller (* 1985), Schauspiel- und Synchronsprecherin, aufgewachsen in Neusäß